# Land- und Stadtgericht Birnbaum
Das Land- und Stadtgericht Birnbaum war von 1834 bis 1849 ein preußisches Land- und Stadtgericht mit Sitz in Birnbaum.

## Geschichte
Nach dem Ende der Franzosenzeit wurde die der französische Gerichtsorganisation entsprechende Gerichtsorganisation im Herzogtum Warschau 1815 zunächst von Preußen übernommen. Das Friedensgericht Birnbaum wurde fortgeführt und dem Landgericht Meseritz zugeordnet. 1834 wurde die Gerichtsorganisation geändert und einheitlich Land- und Stadtgerichte gebildet. In dem -nun verkleinerten- Sprengel des Oberlandesgerichtes Posen bestanden 20 dieser Gerichte, darunter das Land- und Stadtgericht Birnbaum.
Das Land- und Stadtgericht Birnbaum war für einen Teil des Kreises Birnbaum zuständig. Dazu gehörten die Städte Birnbaum mit 2652 Einwohnern (1838), Zirke mit 1922 Einwohnern und Kähme mit 641 Einwohnern sowie 160 Dorfschaften mit 17.734 Einwohnern. Zusammen gab es damit 22.949 Gerichtseingesessene. 
Am Gericht waren ein Direktor, drei Richter, sechs Subalterne und vier Unterbeamte beschäftigt. Es war damit ein Land- und Stadtgericht 1. Klasse. Diese wirkten bei wesentlichen Fällen als Kollegialorgan.
1849 wurden die Land- und Stadtgerichte aufgelöst und durch Kreisgerichte ersetzt. Damit entstand das Kreisgericht Birnbaum im Sprengel des Appellationsgerichts Posen.